# Megaraneus
Megaraneus là một chi nhện trong họ Araneidae.